# Latif Safarov
Latif Safarov (en azerí: Lətif Səfərov) fue un actor de cine,guionista, director de cine de Azerbaiyán, Artista de Honor de la RSS de Azerbaiyán.

## Biografía
Latif Safarov nació el 30 de septiembre de 1920 en Şuşa. En 1928-1931 protagonizó en las películas “Sevil”, “Latif”, “Camino al este”, “Arbusto dorado”. En 1950 se graduó en la Universidad Panrusa Guerásimov de Cinematografía. Latif Safarov filmó su primera película “Bakhtiyar” en 1955. En 1958 fue elegido presidente de la Unión de Cineastas de Azerbaiyán. Se le concedió el título de Artista de Honor de la RSS de Azerbaiyán en 1960.
Murió el 9 de diciembre de 1963 en Bakú.

## Premios y títulos
- Orden de la Insignia de Honor (1959)
- Artista de Honor de la RSS de Azerbaiyán (1960)